# Smile (песня Чарли Чаплина)
«Smile» — песня, положенная на написанную Чарли Чаплином инструментальную тему из кинофильма 1936 года «Новые времена».

## История создания и популярность
По словам американского композитора Дэвида Шиффа, мелодическая идея для написанной Чаплином мелодии была почерпнута из оперы «Тоска» Джакомо Пуччини. В 1954 году Джон Тернер и Джеффри Парсонс добавили текст песни и название. В лирике, основанной на строках и темах из фильма, певец говорит слушателю, чтобы тот приободрился и что всегда есть светлое завтра, пока он улыбается.
«Smile» получила большую популярность с момента её первоначального использования в фильме Чаплина и была записана многими артистами. Песня также была записана Джимми Дуранте в рамках его альбома Jackie Barnett Presents Hello Young Lovers. Его версия является частью саундтрека к фильму 2019 года «Джокер» с Хоакином Фениксом и Робертом Де Ниро.
В 1963 году Джуди Гарланд спела версию «Smile» на Шоу Эда Салливана.
Песня была включена в саундтрек к биографическому фильму «Чаплин» 1992 года, главную роль в котором исполнил актер Роберт Дауни-младший.

## Кавер-версии

### Версия Нэта Кинга Коула

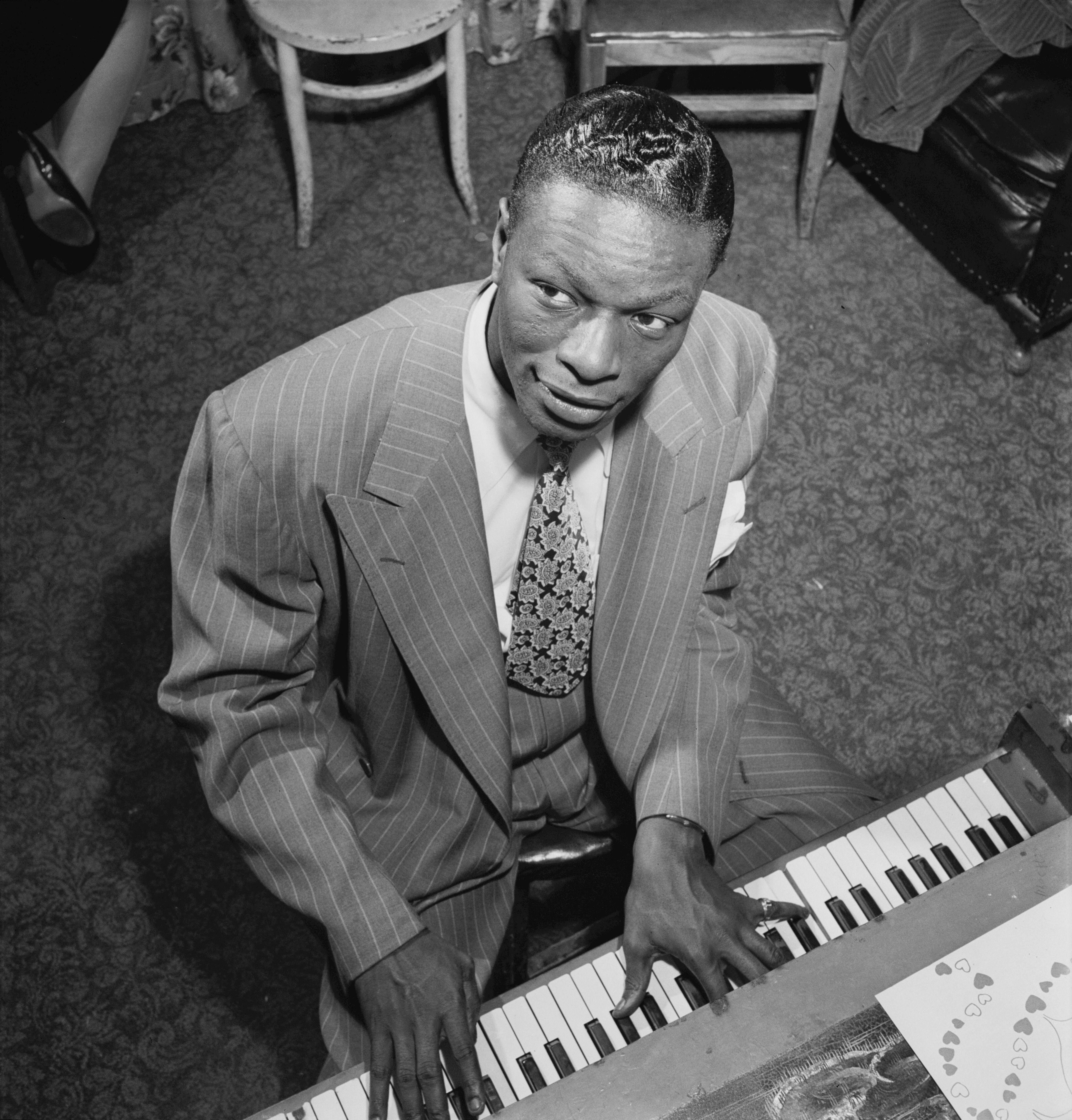
Нэт Кинг Коул

Нэт Кинг Коул записал первую версию с текстом. Она попала в чарты в 1954 году, достигнув 10-го места в чартах Billboard и 2-го места в UK Singles Chart. Эта версия также использовалась в начале фильма «Улыбка» (1975).

### Версия Майкла Джексона
Певец Майкл Джексон часто называл сингл «Smile» своей любимой песней и записал её для своего двойного альбома 1995 года HIStory: Past, Present and Future, Book I. Планировалось, что он будет выпущен в качестве седьмого и последнего сингла с альбома в 1997 году. Однако он был отменен в последнюю минуту, и только несколько экземпляров, в основном промо, поступили в обращение в Великобритании, Южной Африке и Нидерландах, что сделало его одним из самых редких и коллекционных из всех релизов Джексона. В 2009 году у мемориала Джексона его брат Джермейн Джексон спел версию песни в честь Майкла.